# La Capelle-Bonance
 La Capelle-Bonance  (en occitano La Capèla Bonança) es una población y comuna francesa, situada en la región de Mediodía-Pirineos, departamento de Aveyron, en el distrito de Millau y cantón de Campagnac.

## Demografía
| 217 | 202 | 143 | 139 | 129 | 95 |
| Para los censos de 1962 a 1999 la población legal corresponde a la población sin duplicidades (Fuente: INSEE [Consultar]) |     |     |     |     |    |